# Victoria Jurczok
Victoria Jurczok (Berlín, 25 de marzo de 1990) es una deportista alemana que compite en vela en la clase 49er FX.
Ganó una medalla de bronce en el Campeonato Mundial de 49er de 2016 y dos medallas en el Campeonato Europeo de 49er, plata en 2018 y bronce en 2017.

## Palmarés internacional
| \| Campeonato Mundial \| Campeonato Mundial \| Campeonato Mundial \| Campeonato Mundial \| \| Año \| Lugar \| Medalla \| Clase \| \| ------------------ \| --------------------------- \| ------------------ \| ------------------ \| \| 2016 \| Clearwater (Estados Unidos) \| Medalla de bronce \| 49er FX \| \| Campeonato Europeo \| \| \| \| \| Año \| Lugar \| Medalla \| Clase \| \| 2017 \| Kiel (Alemania) \| Medalla de bronce \| 49er FX \| \| 2018 \| Gdynia (Polonia) \| Medalla de plata \| 49er FX \| |                             |                   |         |
| Campeonato Mundial |                             |                   |         |
| Año | Lugar                       | Medalla           | Clase   |
| 2016 | Clearwater (Estados Unidos) | Medalla de bronce | 49er FX |
| Campeonato Europeo |                             |                   |         |
| Año | Lugar                       | Medalla           | Clase   |
| 2017 | Kiel (Alemania)             | Medalla de bronce | 49er FX |
| 2018 | Gdynia (Polonia)            | Medalla de plata  | 49er FX |